# Офиса Тревиранус
Офиса Тревиранус (енгл. Ofisa Treviranus; 31. март 1984) професионални је рагбиста и капитен репрезентације Самое, који тренутно игра за премијерлигаша Лондон Ајриш.

## Биографија
Висок 187 цм, тежак 108 кг, Тревиранус је пре Лондон Ајриша играо за Конот рагби. За репрезентацију Самое, је до сада одиграо 35 тест мечева и постигао 2 есеја.